# درگومیر مرسیک
درگومیر مرسیک  (به انگلیسی: Dragomir Mrsic) (زاده ۲ اکتبر ۱۹۶۹) بازیگر سوئدی است.
از فیلم‌های معروف او می‌توان به بازی در فیلم لبه فردا و اومرتا ۶/۱۲ اشاره کرد.